# Kelis

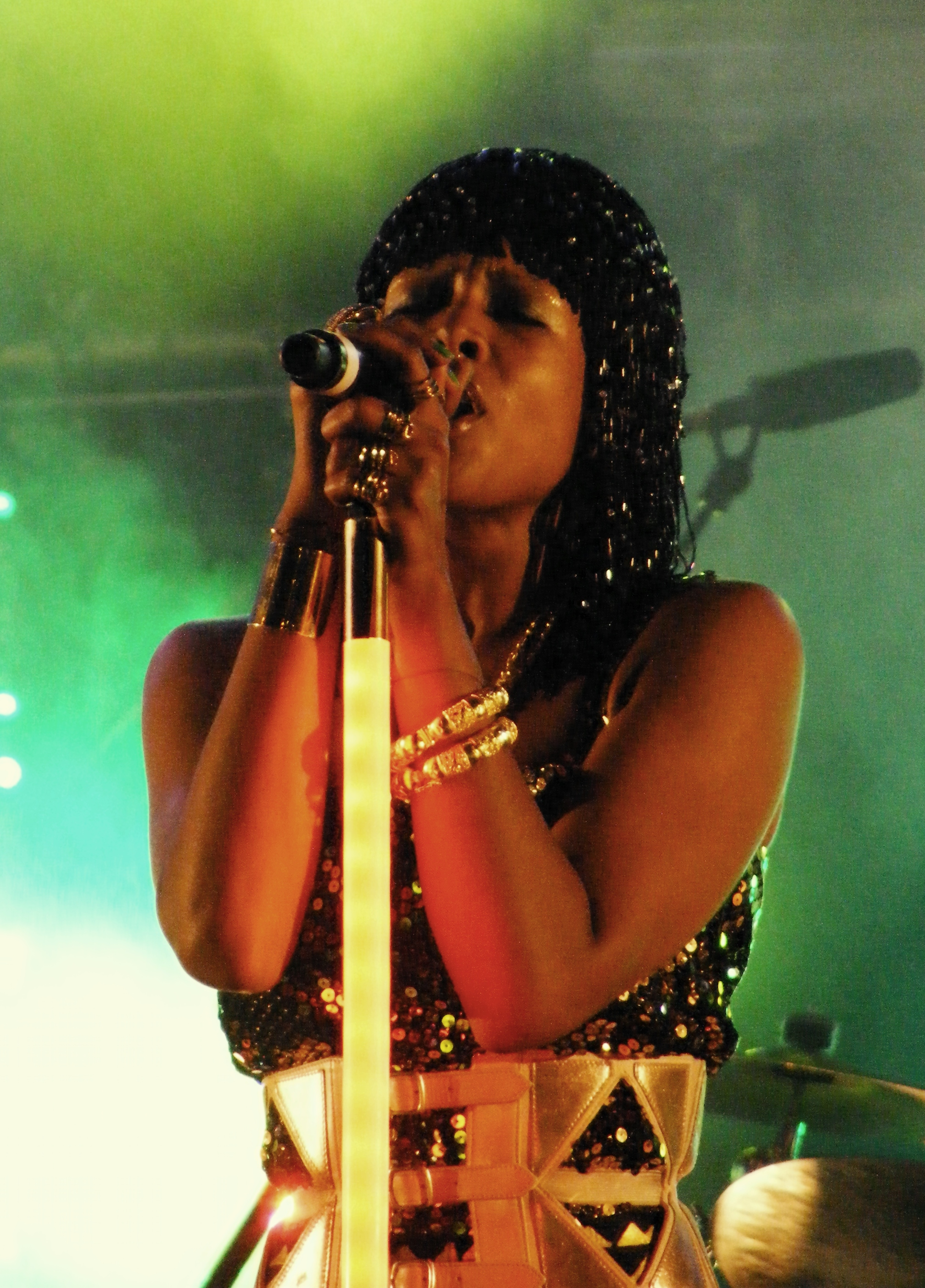
Kelis (2010)

Kelis Rogers (* 21. August 1979 in Harlem, New York) ist eine US-amerikanische Hip-Hop- und R&B-Sängerin und ausgebildete Köchin.

## Biografie

### Jugend
Als Kind sang Kelis im Kirchenchor und bekam Unterricht auf der Geige, am Piano und dem Saxophon auf einer Privatschule. Während ihrer Schulzeit war sie Mitglied der R&B-Gruppe BLU. Nach ihrem Abschluss gründete Kelis zusammen mit den Neptunes eine Band. Diese verhalfen ihr auch zu einem Plattenvertrag als Solokünstlerin.

### Karriere
1999 erschien Kelis’ erstes Album Kaleidoscope auf dem Markt. Das von den Neptunes produzierte Album entwickelte sich international (mit Ausnahme der USA) zu einem großen kommerziellen Erfolg, vorangetrieben durch Singleauskopplungen Caught Out There, Good Stuff und Get Along With You. Zwei Jahre später folgte mit Wanderland ihr zweites Album, das aber nur in Europa und Asien veröffentlicht wurde und mit Young, Fresh 'n' New nur eine einzige, mäßig erfolgreiche Single hervorbrachte.
In den USA wurde Kelis indessen vor allem durch die Zusammenarbeit mit einer Vielzahl verschiedener Künstler bekannt, darunter die Titel Got Your Money mit Ol’ Dirty Bastard und What It Is mit Busta Rhymes. Erst mit ihrem dritten Album Tasty, das 2003 auf den Markt kam, gelang Kelis auch als Solokünstlerin der Durchbruch. Die Single Milkshake erreichte Platz 1 in den R&B-Charts und Platz 3 der amerikanischen Billboard-Charts. Ähnlich wie die darauf folgenden Auskopplungen Trick Me und Millionaire (im Duett mit André 3000), konnte sie sich auch in Europa ganz oben in den Charts platzieren.
Im August 2006 erschien Kelis’ viertes Studioalbum Kelis Was Here, für dessen Produktionen unter anderem Künstler wie Will.i.am, CeeLo Green und Scott Storch verantwortlich zeichneten. Die erste Singleauskopplung des Albums, Bossy, eine Kollaboration mit Rapper Too Short, konnte sich auf Platz 16 der US-Billboard-Charts platzieren. Die zweite Single trug den Titel Blindfold Me und entstand in Zusammenarbeit mit dem Rapper Nas, den sie am 8. Januar 2005 geheiratet hatte. Als dritte Single erschien 2007 Lil’ Star im Ausland.
Im April 2009 reichte sie die Scheidung von Nas aufgrund von unüberbrückbaren Differenzen ein, obwohl sie im siebten Monat schwanger war. Ihr Sohn Knight wurde am 22. Juli 2009 in New York geboren. Die Scheidung von Nas wurde am 29. Mai 2010 vollzogen.
Im Mai 2010 wurde ihr fünftes Studioalbum Flesh Tone in Europa und Asien und im Juli in den USA veröffentlicht. Die erste Single des Albums, Acapella, debütierte auf Platz 5 im Vereinigten Königreich und erreichte Platz 1 der U.S. Hot Dance Club Songs und der UK Dance Charts. Die zweite Singleauskopplung, 4th of July (Fireworks), wurde ein Club-Hit in Amerika und im Vereinigten Königreich. Die anschließenden Auskopplungen Scream und Brave waren weniger erfolgreich. Mitte 2010 begann Kelis mit ihrer ersten US-Tour mit dem Titel All Hearts, gemeinsam mit Robyn.
Eine Single mit dem Titel Distance wurde 2012 veröffentlicht.
Im Januar 2020 nahm Kelis als Daisy an der ersten Staffel der britischen Version von The Masked Singer teil und schied in der fünften Folge auf dem achten Platz aus.

## Diskografie
Studioalben

| Jahr | Titel          | Höchstplatzierung, Gesamtwochen, AuszeichnungChartplatzierungen (Jahr, Titel, Platzierungen, Wochen, Auszeichnungen, Anmerkungen) | Höchstplatzierung, Gesamtwochen, AuszeichnungChartplatzierungen (Jahr, Titel, Platzierungen, Wochen, Auszeichnungen, Anmerkungen) | Höchstplatzierung, Gesamtwochen, AuszeichnungChartplatzierungen (Jahr, Titel, Platzierungen, Wochen, Auszeichnungen, Anmerkungen) | Höchstplatzierung, Gesamtwochen, AuszeichnungChartplatzierungen (Jahr, Titel, Platzierungen, Wochen, Auszeichnungen, Anmerkungen) | Höchstplatzierung, Gesamtwochen, AuszeichnungChartplatzierungen (Jahr, Titel, Platzierungen, Wochen, Auszeichnungen, Anmerkungen) | Anmerkungen                            |
| Jahr | Titel          | DE | AT | CH | UK | US | Anmerkungen                            |
| ---- | -------------- | --- | --- | --- | --- | --- | -------------------------------------- |
| 1999 | Kaleidoscope   | DE73 (8 Wo.)DE | — | CH92 (2 Wo.)CH | UK43 Gold · (20 Wo.)UK | US144 (6 Wo.)US | Erstveröffentlichung: 7. Dezember 1999 |
| 2001 | Wanderland     | — | — | CH79 (2 Wo.)CH | UK78 (1 Wo.)UK | — | Erstveröffentlichung: 17. Oktober 2001 |
| 2003 | Tasty          | DE51 (22 Wo.)DE | AT20 (12 Wo.)AT | CH14 (22 Wo.)CH | UK11 Platin · (52 Wo.)UK | US27 Gold · (15 Wo.)US | Erstveröffentlichung: 5. Dezember 2003 |
| 2006 | Kelis Was Here | DE77 (1 Wo.)DE | AT69 (1 Wo.)AT | CH22 (4 Wo.)CH | UK41 Silber · (3 Wo.)UK | US10 (6 Wo.)US | Erstveröffentlichung: 22. August 2006  |
| 2010 | Flesh Tone     | DE61 (1 Wo.)DE | — | CH49 (4 Wo.)CH | UK46 (3 Wo.)UK | US48 (1 Wo.)US | Erstveröffentlichung: 14. Mai 2010     |
| 2014 | Food           | DE81 (1 Wo.)DE | AT72 (1 Wo.)AT | CH32 (2 Wo.)CH | UK20 (2 Wo.)UK | US73 (1 Wo.)US | Erstveröffentlichung: 18. April 2014   |

## Auszeichnungen
BRIT Awards
- 2001: in der Kategorie „International Female Breakthrough Act“